# Jerzy Frenkiel
Jerzy Frenkiel (ur. 1952) – polski działacz sportowy.

## Życiorys
Absolwent Akademii Wychowania Fizycznego w Katowicach. Jako piłkarz występował w pierwszoligowej Polonii Bytom oraz drugoligowych Sparcie Zabrze i Stoczniowcu Gdańsk. Karierę trenerską rozpoczynał w Silesii Miechowice. Samodzielnie prowadził też Szombierki, Polonię (był w niej także kierownikiem sekcji, wiceprezesem i drugim trenerem) oraz Ruch Radzionków.
W Górniku Zabrze Frenkiel pracował przez kilka lat (za czasów Stanisława Płoskonia) jako dyrektor i wiceprezes klubu. W sezonie 2002/03 trafił do I-ligowej Szczakowianki Jaworzno, jako dyrektor klubu przyjmował tam do pracy Marka Motykę. To Frenkiel stał także za sprowadzeniem do Szczakowej graczy z Zabrza: Andrzeja Bledzewskiego, Piotra Gierczaka, Adama Kompały i Jacka Wiśniewskiego. Obaj współpracowali już ze sobą w Polonii Bytom, Górniku, Szczakowiance i Podbeskidziu. Kolejny sezon ekstraklasy spędził jako dyrektor sportowy, a potem wiceprezes Radomiaka. Latem opuścił klub (motywował to względami rodzinnymi) i przeniósł się do Podbeskidzia Bielsko-Biała, gdzie był jednym z dwóch (obok Władysława Szypuły) dyrektorów klubu. Odszedł po trzech miesiącach.
5 stycznia 2006 został prezesem Górnika Zabrze. Zastąpił na tym stanowisku Zbigniewa Koźmińskiego.
28 czerwca 2006 został zatrzymany przez policję w związku ze śledztwem dotyczącym afery korupcyjnej w polskiej piłce nożnej. Podejrzewany jest o udział w tzw. "spółdzielni" ustawiającej wyniki meczów w I i II lidze w okresie od 2000 do 2006. 6 lipca 2006 Wydział Dyscypliny PZPN zawiesił Jerzego Frenkiela w prawach działacza sportowego.